# Réfugié
Pour les articles homonymes, voir Refugee (homonymie).

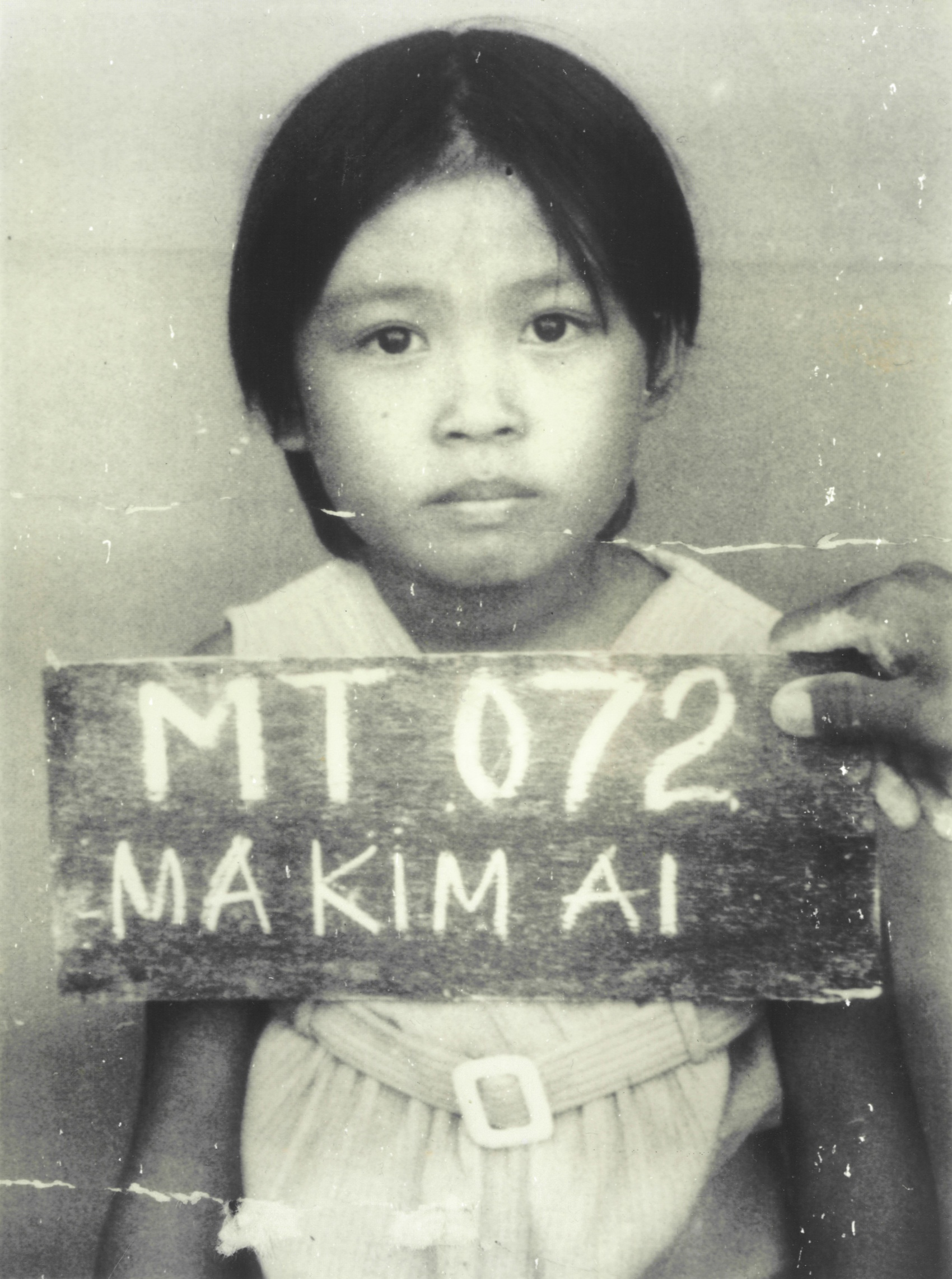
Une réfugiée vietnamienne dans un camp en Malaisie, 1980.

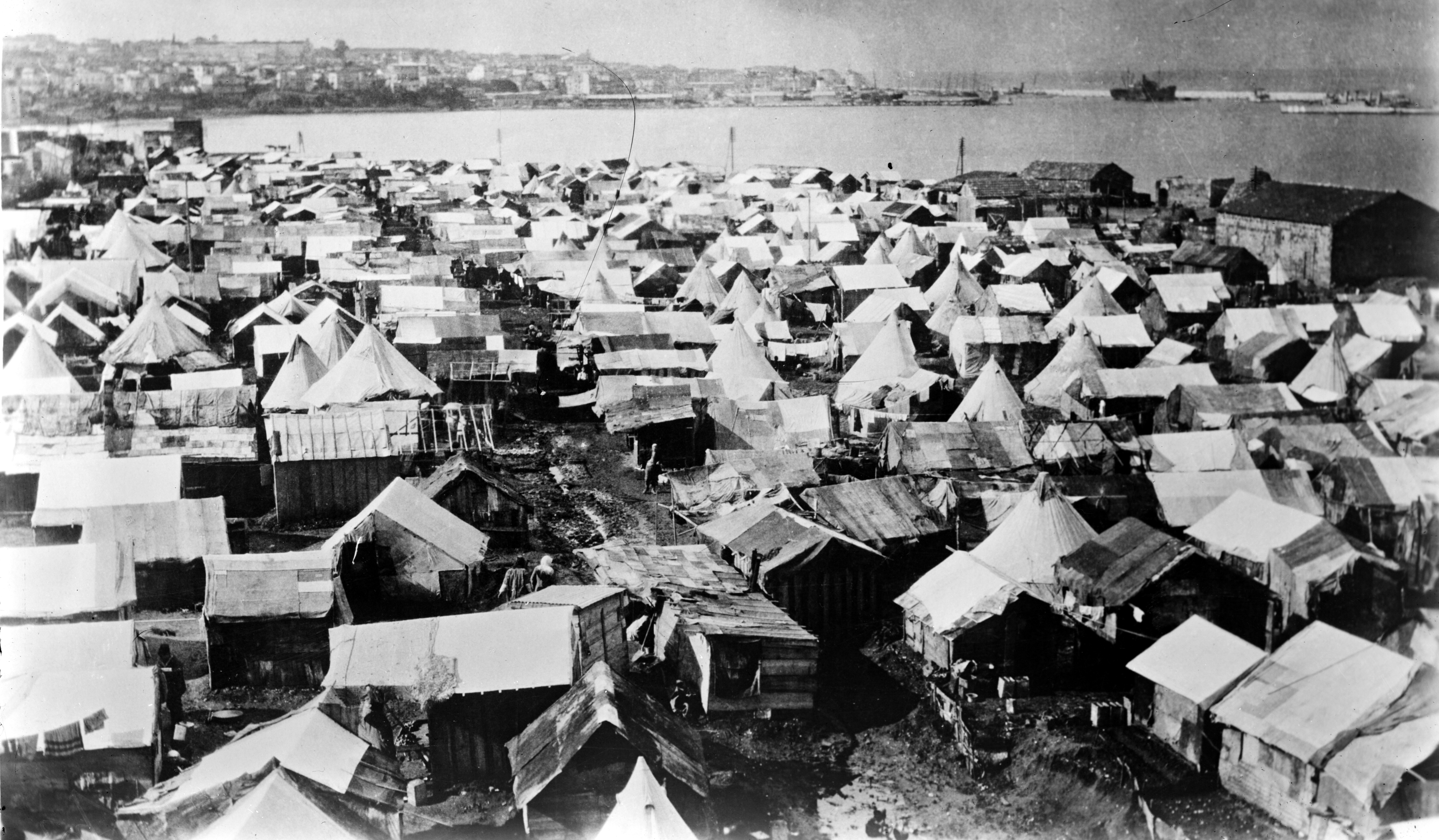
Camp de réfugiés à Beyrouth, entre 1920 et 1925.

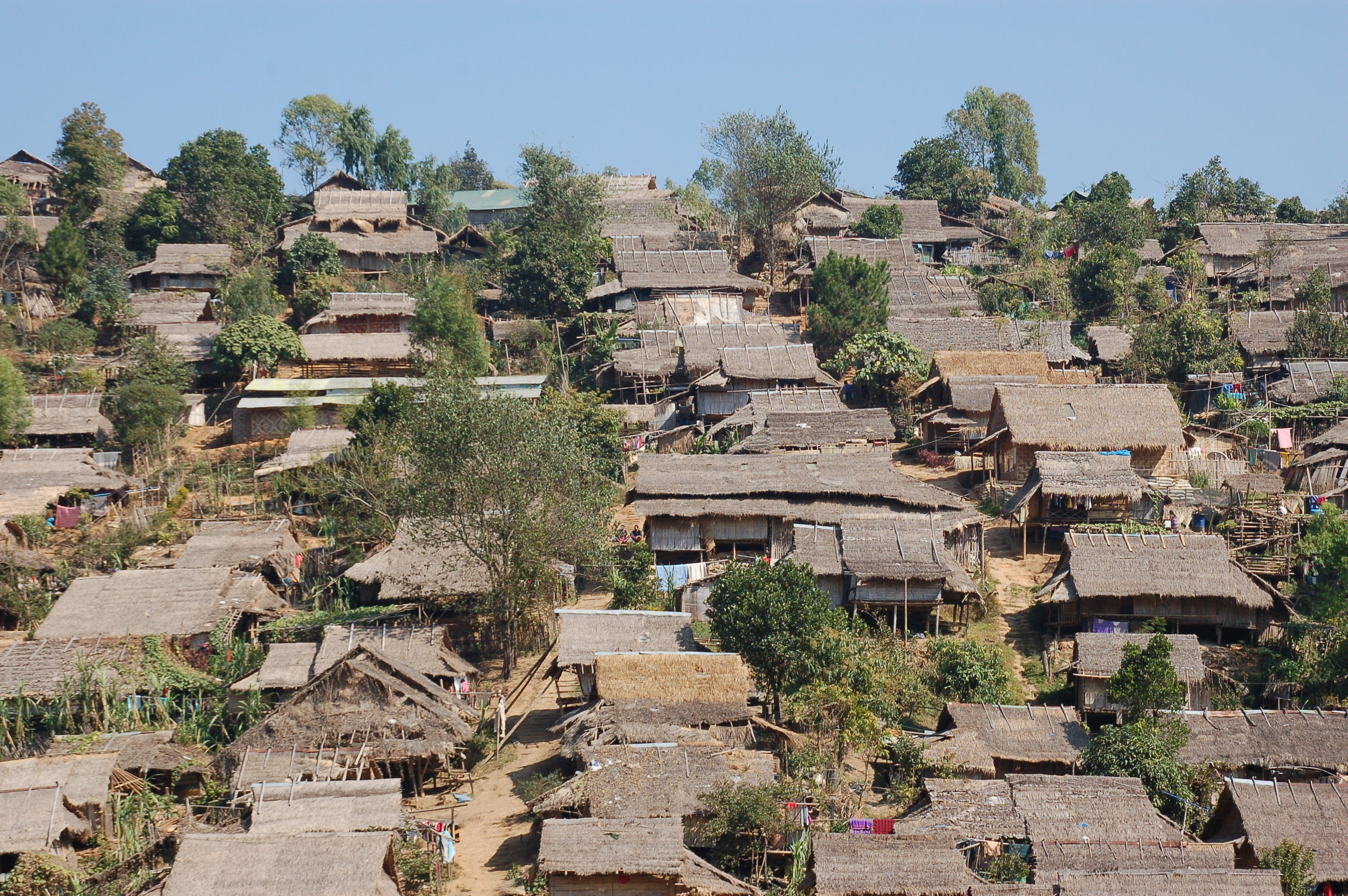
Camp de réfugiés de Um Piam en Thaïlande (2009)

Un réfugié – au sens de la Convention du 28 juillet 1951 relative au statut des réfugiés – est une personne qui se trouve hors du pays dont elle a la nationalité ou dans lequel elle a sa résidence habituelle ; qui craint avec raison d’être persécutée du fait de son appartenance communautaire, de sa religion, de sa nationalité, de son appartenance à un certain groupe social ou de ses opinions politiques ; et qui ne peut ou ne veut se réclamer de la protection de ce pays ou y retourner en raison de ladite crainte.
Les personnes essayant d'obtenir le statut de réfugié sont appelées demandeurs d'asile. Les demandes d'asile faites dans les pays industrialisés se fondent le plus souvent sur des critères et des motifs politiques et religieux.
Le Haut Commissariat des Nations unies pour les réfugiés (UNHCR ou HCR dans l'espace francophone) a pour but de défendre les droits et la sécurité des réfugiés et des demandeurs d'asile. Cette organisation onusienne estime qu'en 2015, il y avait 16,1 millions de réfugiés dans le monde, soit 60 % de plus que lors de l'actuelle décennie. De son côté, l'UNRWA, une organisation qui aide seulement les Palestiniens au Proche-Orient estime, qu'il y avait en outre 5,2 millions de réfugiés palestiniens (car l'UNRWA considère également les descendants de réfugiés comme eux-mêmes réfugiés, à la différence du HCR). Selon l'UNICEF, environ 31 millions d'enfants étaient réfugiés fin 2015, et 17 millions étaient déplacés à l'intérieur de leur pays.

## Droit international
Le droit des réfugiés est la branche du droit international qui traite les droits et la protection des réfugiés. Selon la Convention relative au statut des réfugiés de 1951 (aussi nommée Convention de Genève) et le « Protocole relatif au statut des réfugiés » de 1967, les pays doivent accorder l'asile aux réfugiés et ne peuvent pas forcer un réfugié à retourner dans son pays d'origine. Cependant, de nombreux pays ne prennent pas en compte ce traité : au 1er décembre 2006, 147 pays en sont signataires, dont les membres du G7 et la Chine.
Généralement, les réfugiés sont des personnes fuyant la guerre ou qui ont connu diverses guerres et révolutions. Ils peuvent aussi fuir des persécutions, des catastrophes naturelles ou écologiques, ou autres.
Le statut de réfugié étant par définition réservé à une personne craignant d'être persécutée en raison de sa « race », de sa religion, de sa nationalité, de son appartenance à un certain groupe social (y compris, depuis une décision de la CJUE en 2024, celui des femmes) ou de ses opinions politiques. Toutefois, de nombreuses personnes fuyant des pays instables ou en guerre ne sont pas concernées par ce type de protection. De nombreux États proposent des protections alternatives pour les personnes fuyant des risques de violences indiscriminées (c'est-à-dire qu'elles ne sont pas visées directement mais pourraient être les victimes collatérales de conflits). Il s'agit par exemple de la protection subsidiaire, dont les modalités de protection et de séjour diffèrent de celles du statut de réfugié.

## Organisations prenant en charge les réfugiés
C'est le Haut Commissariat des Nations unies pour les réfugiés qui est mandaté par l'ONU pour se charger des réfugiés.
Le Comité américain pour les réfugiés et les immigrants est une organisation non gouvernementale qui a pour mission de répondre aux besoins et aux droits des migrants dans le monde entier en militant pour l’avancement des politiques publiques pour qu’elles soient justes et humaines, en facilitant et en fournissant directement des services professionnels, et en promouvant la pleine participation des migrants à la vie communautaire.
En France, c'est l'Office français de protection des réfugiés et apatrides qui est chargé de statuer sur la qualité de réfugié ou d'apatride. Elle se charge également d'assurer une protection juridique et administrative aux réfugiés. Selon l'analyse du professeur de sociologie politique Jérôme Valluy, qui parle d'un « grand retournement du droit de l'asile », elle rejette plus de 90 % des demandes d'asile en première instance, chiffre qui descend entre 70 et 75 % selon les années après recours auprès de la Cour nationale du droit d'asile.
En Belgique, le CGRA (en français) ou CGVS (en néerlandais) est chargé de statuer sur le statut de réfugié ou de protection subsidiaire des demandeurs d'asile. Entre 2008 et 2013, la Belgique met en place le Fonds européen pour les réfugiés (FER) qui permet le cofinancement à 50 ou 75 % de projets ayant pour but l'intégration des réfugiés dans les pays membres de l'Union européenne. Pour prendre la suite du FER, l'Union européenne crée le Fonds asile, migration et intégration (FAMI) en 2014.

## Évaluation des pays d'accueil
Chaque année, le « U.S. Committee for Refugees and Immigrants » (USCRI) produit le World Refugee Survey et évalue les 60 pays comptant le plus grand nombre de réfugiés. L’évaluation des pays du USCRI est fondée sur quatre critères :
- Le refoulement / protection physique, qui est le maintien de la sécurité des réfugiés et ne pas les forcer à retourner aux endroits où ils craignent la persécution ;
- La détention, qui est ne pas les détenir pour être réfugiés ou pour exercer leurs droits ;
- La liberté de circulation et de séjour, qui leur permet de vivre et de se déplacer là où ils le choisissent plutôt que de les confiner dans des camps ou dans des endroits restreints ;
- Le droit de subvenir à leurs besoins, ce qui permet aux réfugiés de travailler pour des salaires, de pratiquer des professions et de gérer des entreprises.

Tous les critères d’évaluation du USCRI sont tirés de la Convention du 28 juillet 1951 relative au statut des réfugiés. Selon le USCRI, les pires pays pour les réfugiés en 2007 étaient le Bangladesh, la Chine, l'Inde, l'Irak, le Kenya, la Malaisie, la Russie, le Soudan et la Thaïlande. En revanche, le Bénin, le Brésil et le Gabon ont reçu d'excellentes notes à tous les critères du système de classement du USCRI.

## Réfugiés dans l'histoire
Bien que les migrations forcées aient traversé l'histoire et les pays, ce n'est que récemment que la figure des personnes réfugiées s'est créée en tant que problème politique et social et que mesure méritant un traitement bureaucratique particulier. De même, la tradition d'accueil de ces personnes réfugiées se trouve dans toutes les grandes traditions religieuses, mais l'aspect juridique, tant au niveau national qu'international, de cette prise en charge remonte à la première moitié du XXe siècle.

### Mouhadjirin, Muhacir et Mouhadjir
Les premiers Mouhadjhirin furent les compagnons de Mahomet, donc les premiers musulmans, qui fuirent avec lui (Hégire) la ville de La Mecque, où ils étaient devenus personae non gratae pour les autorités politiques dominées par les polythéistes, pour rejoindre celle de Médine. Les Muhacir sont des Turcs « ethniques » et autres musulmans, principalement originaires des Balkans, du Caucase et d'Asie centrale, qui ont été accueillis en Turquie en tant que réfugiés en provenance de pays précédemment dominés par un régime islamique (Empire ottoman, khanats de Khiva et Boukhara, Tchétchénie, etc.). Les Mohadjir sont des réfugiés musulmans de la République d'Inde qui se sont installés au Pakistan (qui incluait à l'époque l'actuel Bangladesh) après la partition de 1947.

### Nationalismes
À la fin du XIXe siècle, l’idéologie du pouvoir souverain prend de nouvelles formes avec la montée des nationalismes européens. On cherche alors un contrôle plus serré des mouvements de populations aux frontières. Ces politiques s’axent de plus en plus autour du principe d’homogénéité nationale.

#### Réfugiés arméniens

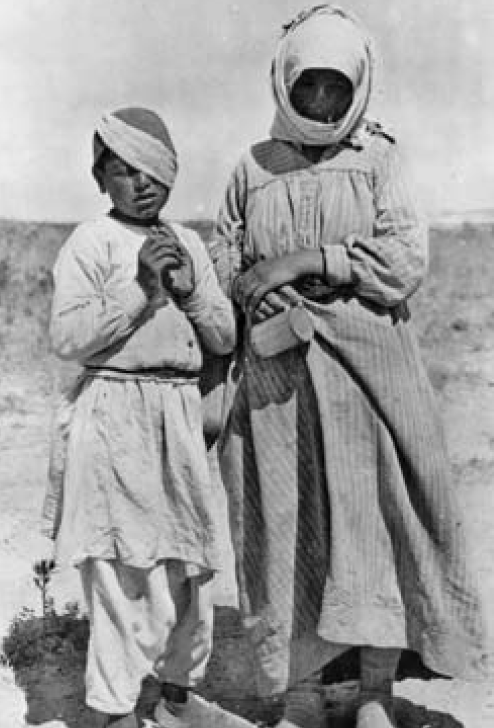
Une réfugiée arménienne et son fils, en 1919.

### Réfugiés auXXesiècle

#### Guerres mondiales
Les deux guerres mondiales entraînèrent des mouvements de populations contraints d'une ampleur sans précédent de 12 000 000 de réfugiés au cours de la guerre de 1914-1918 de 60 000 000 au cours de la Seconde Guerre mondiale. Selon Loescher et al , c'est aussi lors des guerres mondiales et de l'émergence des États-nations que l'enjeu du traitement des personnes réfugiées s'institutionnalise. Cette institutionnalisation, peu à peu, s'érige comme seule réponse à ces mouvements grandissants.

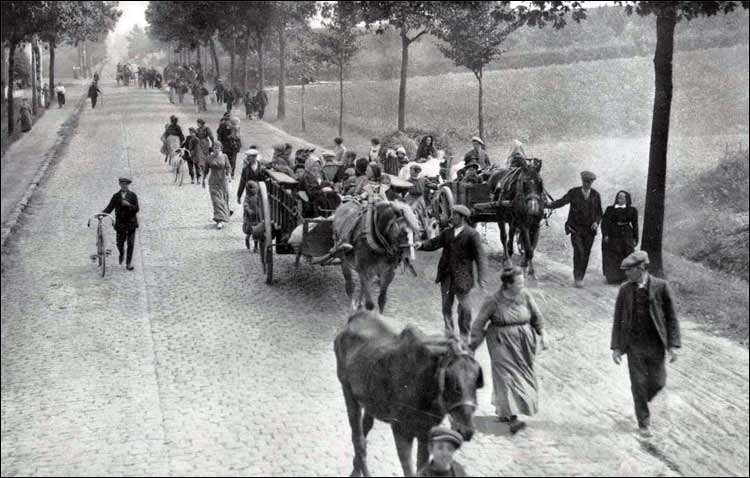
Réfugiés belges en 1914.
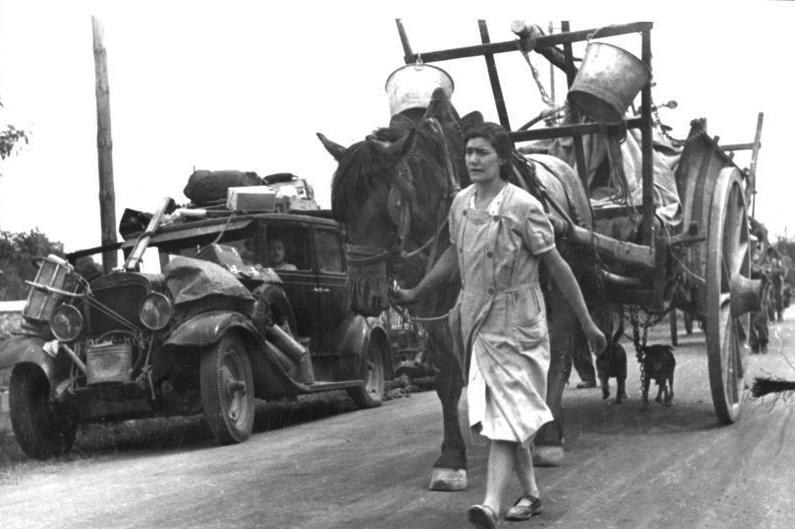
L'exode : Les réfugiés avec leurs biens empilés dans les voitures, juin 1940, Gien (France).

#### Guerre froide
Au temps de la guerre froide, les demandeurs d'asile politique venaient surtout des pays du bloc soviétique. Mais depuis ces dernières années, on assiste à une « mondialisation » du phénomène des réfugiés politiques. Partout éclatent des conflits de frontières, des guerres civiles ou des guerres de libération. Régimes dictatoriaux ou fanatismes religieux entraînent fatalement la résistance des minorités victimes de la répression. La multiplication de ces points névralgiques fait affluer de toutes parts les exilés pourchassés par le pouvoir en place ou ruinés par les destructions.

#### Réfugiés palestiniens
À la suite des exodes successifs de 1948 et 1967, 4 766 670 réfugiés palestiniens sont recensés par l'UNRWA, Office de secours et de travaux des Nations unies pour les réfugiés de Palestine dans le Proche-Orient. Ils vivent en Jordanie, au Liban, en Syrie et même dans des camps en Cisjordanie et à Gaza.

#### Réfugiés tibétains
Après l'Exode tibétain de 1959, plus de 150 000 Tibétains vivent en Inde, dont un grand nombre dans des camps à Dharamsala, à Mysore, et au Népal. Il s'agit de personnes ayant réussi à fuir le Tibet en traversant l'Himalaya, ainsi que leurs enfants et petits-enfants. En Inde, la grande majorité des Tibétains nés en Inde est toujours apatride et détient un document appelé une Carte d'Identité distribuée par le gouvernement indien en lieu et place d'un passeport. Ce document déclare que le détenteur est de nationalité tibétaine. C'est un document qui est souvent refusé comme un document de voyage valide par de nombreux services de douanes et d'immigrations. Les réfugiés tibétains possèdent aussi un Livre vert distribué par le Gouvernement tibétain en exil pour faire valoir leurs droits et s'acquitter de leurs devoirs envers cette administration.

#### Réfugiés en Azerbaïdjan
Le déplacement forcé de la population en Azerbaïdjan était à la fin des années 1980 et au début des années 1990. Cela a été lié au conflit du Haut-Karabagh. En conséquence de l'occupation arménienne, plus d'un million de personnes ont été forcées de fuir leurs maisons. Selon le rapport, aujourd'hui une personne sur neuf en Azerbaïdjan est considérée comme faisant partie des personnes déplacées et des réfugiés. Le conflit qui dure plus de 25 ans a déplacé 25 000 réfugiés azerbaïdjanais d'Arménie et presque 600 000 personnes sont obligées de quitter leurs terres,.

### Réfugiés auXXIesiècle

#### Monde
En 2022, l'ambassadrice américaine à l'ONU estime que le conflit déclenché par la Russie avec l'Ukraine pourrait se traduire par « une nouvelle crise de réfugiés » avec « jusqu'à cinq millions de personnes supplémentaires déplacées ».

#### Europe
La crise des réfugiés en Europe fait référence à l'augmentation dans les années 2010 du nombre de migrants — principalement des réfugiés — arrivant dans l'Union européenne via la mer Méditerranée et les Balkans, depuis l'Afrique, le Moyen-Orient et l'Asie du Sud.
Le terme de crise migratoire en Europe est aussi utilisé. Al-Jazeera estime que le terme « réfugié » est plus adapté à la situation que celui de « migrant ». L'agence des Nations-Unies pour les réfugiés indique qu'un migrant part de lui-même pour chercher de meilleures conditions, alors qu'un réfugié est chassé par la guerre, un conflit ou la persécution,.
Plus de 80 millions de réfugiés sont recensés par l'ONU en 2020. Le Haut-Commissaire de l’ONU pour les réfugiés souligne également que la situation va s’aggraver si « les dirigeants du monde n’arrêtent pas les guerres ».

#### Ukraine
La guerre lancée par la Russie en 2022 et l'invasion qui en résulte entraîne en moins de deux semaines l'exil de deux millions d'ukrainiens (au 8 mars 2022). La majorité des exilés rejoignent la Pologne mais également la Moldavie, la Roumanie et la Slovaquie.

## Nombre de demandeurs d'asile

### Sur le plan international
Le Haut Commissariat des Nations unies pour les réfugiés (UNHCR) a analysé dans son rapport annuel la demande d'asile dans 44 pays industrialisés. Selon le UNHCR, en 2013, 612 700 personnes ont déposé une demande d'asile dans les 44 pays, soit le niveau le plus élevé depuis 2001. L'Allemagne est le pays qui a comptabilisé le plus grand nombre de demandes dans le monde (127 000), devançant les États-Unis (88 400), longtemps en première place. En raison de la crise syrienne, la Turquie est le pays qui accueille le plus de réfugiés en Europe : 640 889 réfugiés au 18 mars 2014. Le taux le plus élevé de demandeurs d'asile en proportion de la population de chaque État est observé en Suède (5 700 demandeurs par million d'habitants), la France obtenant la dixième position (985 demandeurs par million d'habitants). L'Amérique du Nord se place au deuxième rang parmi les continents pour le nombre de demandes d'asile avec 98 800 au total. Le principal pays d'origine des demandeurs d'asile y était la Chine. Le Canada, avec ses récents changements en termes des politiques sur l'octroi du statut de réfugié, a ralenti la tendance à la hausse avec 10 400 demandes d'asile — soit la moitié du nombre enregistré en 2012 (20 500). En Asie, le Japon a comptabilisé 3 300 demandes d'asile. Dans le Pacifique, l'Australie observe une forte augmentation des demandes. Sur le plan mondial ou au niveau de l'UE 28, le trio en tête des nationalités des demandeurs d'asile reste identique : Syrie, Russie, Afghanistan. Pour les 44 pays industrialisés mentionnés dans ce rapport statistique, les taux de reconnaissance du statut de réfugié varient amplement et tendent à être plus élevés pour les personnes ayant fui un conflit. Les personnes originaires de la Syrie, de l'Érythrée, de l'Iraq, de la Somalie et de l'Afghanistan détiennent des taux de reconnaissance qui se situent entre 62 % et 95 %. Les taux de reconnaissance pour les ressortissants de la fédération de Russie et pour la Serbie [et le Kosovo, conformément à la résolution 1244 (1999) du Conseil de sécurité] sont beaucoup plus bas, autour de 28 % et de 5 % respectivement.

### Dans l'Union Européenne
Selon Eurostat, l'office statistique de l'Union Européenne, en 2012, 335 000 demandeurs d'asile ont été enregistrés parmi les 28 membres de l'Union européenne (UE 28). En 2013, le nombre de demandeurs s'élève à 435 000. 90 % d'entre eux étaient de nouveaux demandeurs tandis que les 10 % restant renouvelaient leur demande.
Cinq pays européens concentrent 70 % des demandeurs d'asile : Allemagne, France, Suède, Royaume-Uni et Italie. En 2013, l'Allemagne est le pays le plus sollicité par les demandeurs d'asile (127 000 demandeurs, soit 29 % de l’ensemble des demandeurs), suivie de la France (65 000, soit 15 %), de la Suède (54 000, soit 13 %), du Royaume-Uni (30 000, soit 7 %) et de l’Italie (28 000, soit 6 %).
En 2013, on comptabilisait 860 demandeurs d’asile par million d’habitants dans l’UE 28. Sept pays européens de l'UE 28 enregistrent des taux inférieurs à 100 demandeurs par million d’habitants : au Portugal (50), en République tchèque (65), en Estonie (70), en Roumanie (75), en Slovaquie (80), en Lettonie et en Espagne (95 chacun). Le plus grand nombre de demandeurs d'asile en fonction de la population de chaque État-membre a été relevé en Suède (5 700 demandeurs par million d’habitants), à Malte (5 300), en Autriche (2 100), au Luxembourg (2 000) ainsi qu’en Hongrie et en Belgique (1 900 chacun).
Les principales nationalités des demandeurs d'asile en 2013 dans l'UE 28 sont les Syriens (50 000 demandeurs d’asile, soit 12 % de l’ensemble des demandeurs), les Russes (41 000, soit 10 %), les Afghans (26 000, soit 6 %), les Serbes (22 000, soit 5 %), les Pakistanais (22 000, soit 5 %) et les Kosovars (20 000, soit 5 %). Des États européens observent une prédominance de certaines nationalités parmi les demandeurs d'asile : la Pologne (84 % des demandeurs provenaient de Russie), la Lettonie (76 % de Géorgie), la Roumanie (68 % de Syrie) et la Bulgarie (63 % de Syrie).
Dans l'UE 28, en 2013, 66 % des décisions de première instance prises à l’égard des demandeurs d’asile ont été rejetées. Les décisions positives relèvent pour 15 % des demandeurs pour l'octroi du statut de réfugié, pour 14 % de la protection subsidiaire et pour 5 % une autorisation de séjour pour des raisons humanitaires. En France, le taux d'accord est globalement de 17 % : 10 470 des 61 455 décisions de première instance ont été positives. En Allemagne, le taux est de 26 %, au Royaume-Uni il est de 38 % et en Italie il est de 64 %. Les comparaisons intra-européennes restent difficiles en raison des différences de statuts accordés.

### Statistiques
Nombre de demandes d'asile par pays en 2013 - Source UNCHR
| 'Pays                                 | Nombre de demandes d'asile | Variation par rapport à 2012 | Rang |
| ------------------------------------- | -------------------------- | ---------------------------- | ---- |
| Albanie                               | 230                        | 1050%                        | 39   |
| Australie                             | 24 320                     | 54%                          | 8    |
| Autriche                              | 76 160                     | 1%                           | 11   |
| Belgique                              | 12 500                     | -33%                         | 14   |
| Bosnie-Herzégovine                    | 100                        | 100%                         | 42   |
| Canada                                | 10 380                     | -49%                         | 16   |
| Chypre                                | 1 250                      | -23%                         | 29   |
| République tchèque                    | 500                        | -2%                          | 34   |
| Danemark                              | 7 540                      | 22%                          | 18   |
| Estonie                               | 100                        | 25%                          | 42   |
| Finlande                              | 3 020                      | 3 %                          | 24   |
| France                                | 60 100                     | 9%                           | 3    |
| Allemagne                             | 109 580                    | 70%                          | 1    |
| Grèce                                 | 8 230                      | -14%                         | 17   |
| Hongrie                               | 18 570                     | 760%                         | 10   |
| Islande                               | 150                        | 36%                          | 41   |
| Irlande                               | 940                        | 0%                           | 32   |
| Italie                                | 27 830                     | 60%                          | 7    |
| Japon                                 | 3 250                      | 27%                          | 23   |
| Lettonie                              | 190                        | 0%                           | 40   |
| Liechtenstein                         | 90                         | 29%                          | 44   |
| Lituanie                              | 280                        | -47%                         | 36   |
| Luxembourg                            | 990                        | -51 %                        | 31   |
| Malte                                 | 2 200                      | 7 %                          | 25   |
| Monténégro                            | 3 550                      | 132 %                        | 22   |
| Pays-Bas                              | 14 400                     | 49%                          | 12   |
| Nouvelle-Zélande                      | 290                        | -9%                          | 35   |
| Norvège                               | 11 470                     | 17%                          | 15   |
| Pologne                               | 13 980                     | 52%                          | 13   |
| Portugal                              | 510                        | 70 %                         | 33   |
| République de Corée                   | 1 570                      | 38%                          | 26   |
| Roumanie                              | 1 500                      | -40%                         | 27   |
| Serbie avec Kosovo:S/RES/1244 (1999)) | 5 130                      | 85%                          | 20   |
| Kosovo                                | 60                         | 20 %                         |      |
| Slovaquie                             | 280                        | -49%                         | 36   |
| Slovénie                              | 240                        | -8%                          | 38   |
| Espagne                               | 4 500                      | 74%                          | 21   |
| Suède                                 | 54 260                     | 24%                          | 4    |
| Suisse                                | 19 440                     | -25 %                        | 9    |
| République de Macédoine               | 1 340                      | 109%                         | 28   |
| Turquie                               | 44 810                     | 69%                          | 5    |
| Royaume-Uni                           | 29 190                     | 4%                           | 6    |
| États-Unis                            | 88 360                     | 25%                          | 2    |
| Total UE (28)                         | 398 250                    | 32 %                         |      |
| Pays du Nord (5)                      | 76 440                     | 22 %                         |      |
| Europe du Sud (8)                     | 89 560                     | 49 %                         |      |
| Ancienne Yougoslavie (6)              | 11 390                     | 78%                          |      |
| Total Europe (38)                     | 484 560                    | 32 %                         |      |
| Canada/USA                            | 98 740                     | 8 %                          |      |
| Australie/Nouvelle-Zélande            | 24 610                     | 53%                          |      |
| Japon/République de Corée             | 4 820                      | 31%                          |      |
| Total (44)                            | 612 730                    | 28%                          |      |

## Complément

### Autres mots utilisés
La langue allemande distingue entre deux catégories de réfugiés, les Flüchtlinge (réfugiés), qui ont fui d'un pays vers un autre, et les Vertriebene (expulsés), qui ont été chassés d'un pays vers un autre. Les Aussiedler sont quant à eux les réfugiés ethniquement allemands, selon la Loi du retour allemande, venant des anciens territoires de peuplement allemand en Russie et en Europe de l'Est après 1945. Les Umsiedler sont les Volksdeutsche (Allemands ethniques) déplacés de force par l'Allemagne nazie des territoires où ils habitaient (Sud-Tyrol, pays baltes, Roumanie etc.) vers le Troisième Reich. C'est aussi le terme utilisé par le pouvoir communiste en RDA pour désigner les expulsés.

### Journée mondiale des réfugiés
La Journée mondiale des réfugiés (World Refugee Day) est une journée internationale ayant pour but de sensibiliser à la cause des réfugiés du monde, ayant lieu le 20 juin chaque année depuis 2001, l'an de 50e anniversaire de l'adoption de la Convention du 28 juillet 1951 relative au statut des réfugiés.

### Études migratoires
Les études sociales sur les mouvements migratoires voient le jour à la fin du XXe siècle, mais ce sont les travaux de Malkki qui remettent en question la catégorie d'analyse de « réfugié ». Dans la même vague, la notion de « migration forcée » et les refugee studies deviennent alors plus aptes à comprendre certains éléments des processus migratoires. Van Hear s'intéresse alors tant à l'agentivité, c'est-à-dire le pouvoir d'agir, des personnes réfugiées, qu'aux contraintes qui les influencent. Les études migratoires soulignent également l’ambiguïté de ce que représentent les personnes réfugiées : des victimes à secourir par l'aide humanitaire, comme le rapporte Gatrell, mais aussi une menace pour les pays hôtes en raison des pressions économiques qu'elles amènent, mais aussi un intérêt politique de charité pour certains pays en conflit avec ceux que fuient ces personnes.